# Comuna Câmpuri, Vrancea
Câmpuri este o comună în județul Vrancea, Moldova, România, formată din satele Câmpuri (reședința), Fetești, Gura Văii, Rotileștii Mari și Rotileștii Mici.

## Așezare
Comuna se află în nordul județului, la limita cu județul Bacău, pe valea râului Șușița, în zona unde acesta primește afluenții Cremeneț și Dracea Mică. Este traversată de șoseaua națională DN2L, care o leagă spre vest de Soveja și Tulnici și spre sud-est de Răcoasa, Străoane, Panciu și Mărășești (unde se termină în DN2). Din acest drum se ramifică la Câmpuri șoseaua județeană DJ205E, care duce spre sud-est la Vizantea-Livezi, Vidra, Țifești și Garoafa (unde se termină în același DN2).

## Demografie
Componența etnică a comunei Câmpuri
     Români (95,64%)
     Alte etnii (0,23%)
     Necunoscută (4,12%)
Componența confesională a comunei Câmpuri
     Ortodocși (93,26%)
     Adventiști (1,31%)
     Alte religii (1,07%)
     Necunoscută (4,36%)
Conform recensământului efectuat în 2021, populația comunei Câmpuri se ridică la 3.443 de locuitori, în scădere față de recensământul anterior din 2011, când fuseseră înregistrați 3.475 de locuitori. Majoritatea locuitorilor sunt români (95,64%), iar pentru 4,12% nu se cunoaște apartenența etnică. Din punct de vedere confesional, majoritatea locuitorilor sunt ortodocși (93,26%), cu o minoritate de adventiști (1,31%), iar pentru 4,36% nu se cunoaște apartenența confesională.

## Politică și administrație
Comuna Câmpuri este administrată de un primar și un consiliu local compus din 13 consilieri. Primarul, Ion Vlad[*], de la Partidul Social Democrat, este în funcție din octombrie 2020. Începând cu alegerile locale din 2024, consiliul local are următoarea componență pe partide politice:
|  | Partid                          | Consilieri | Componența Consiliului | Componența Consiliului | Componența Consiliului | Componența Consiliului | Componența Consiliului | Componența Consiliului | Componența Consiliului |
|  | ------------------------------- | ---------- | ---------------------- | ---------------------- | ---------------------- | ---------------------- | ---------------------- | ---------------------- | ---------------------- |
|  | Partidul Social Democrat        | 7          |                        |                        |                        |                        |                        |                        |                        |
|  | Partidul Național Liberal       | 5          |                        |                        |                        |                        |                        |                        |                        |
|  | Alianța pentru Unirea Românilor | 1          |                        |                        |                        |                        |                        |                        |                        |

## Istorie
La sfârșitul secolului al XIX-lea, comuna făcea parte din plaiul Zăbrăuți al județului Putna și era formată din satele Câmpurile de Jos, Câmpurile de Sus, Ciurucu, Gura Văii, Roșculești și Rotilești, având o populație de 2564 de locuitori. În comună funcționau patru biserici și o școală mixtă cu 23 de elevi la Câmpurile de Jos. Anuarul Socec din 1925 o consemnează cu aceeași componență și o populație de 2598 de locuitori, în plasa Vidra a aceluiași județ.
În 1950, comuna a fost transferată raionului Panciu din regiunea Putna, apoi (după 1952) din regiunea Bârlad și (după 1956) din regiunea Galați. Satul Ciuruc a luat în 1964 denumirea de Teii. În 1968, comuna a trecut la județul Vrancea; tot atunci satele Teii și Roșculești au fost incluse în satul Câmpuri; satul Rotilești a luat numele de Rotileștii Mari și s-a înființat noul sat Rotileștii Mici.

## Monumente istorice
Două obiective din comuna Câmpuri sunt incluse în lista monumentelor istorice din județul Vrancea ca monumente de interes local, ambele fiind clasificate ca monumente de arhitectură. Unul este biserica de lemn „Cuvioasa Paraschiva” din fostul sat Teii (actualmente inclus în satul Câmpuri), aflată la intrarea în sat și datând de la 1663; celălalt este casa lui Moș Ion Roată, datând din secolul al XIX-lea și aflată în centrul satului Câmpuri (initial in satul Gura Văii).